# Poecilochaetus ishikariensis
Poecilochaetus ishikariensis is een borstelworm uit de familie Poecilochaetidae. Het lichaam van de worm bestaat uit een kop, een cilindrisch, gesegmenteerd lichaam en een staartstukje. De kop bestaat uit een prostomium (gedeelte voor de mondopening) en een peristomium (gedeelte rond de mond) en draagt gepaarde aanhangsels (palpen, antennen en cirri).
Poecilochaetus ishikariensis werd in 1989 voor het eerst wetenschappelijk beschreven door Imajima.